# Leiomy Maldonado
Leiomy Maldonado (New York, 28 aprile 1987) è una danzatrice statunitense, conosciuta come la "Wonder Woman del Vogue". È una ballerina transgender afro-portoricana, insegnante, modella, attivista, e ballerina da ballroom.
È stata un membro della compagnia di danza "Vogue Evolution", presente nella quarta stagione dello show televisivo America's Best Dance Crew. Ha lavorato con artisti come Willow Smith, Icona Pop e CocoRosie.

## Carriera

### Vogue e ball culture
Leiomy Maldonado è nata il 28 aprile 1987, nel Bronx. È stata un membro attivo della scena delle ballroom di New York dall'età di 15 anni. Leiomy cita le icone della ballroom Yolanda Jourdan e Alloura Jourdan Zion come le sue principali influenze per il vogueing. Il passo tradizionale introdotto da Leiomy, "The Leiomy Lolly", è stato adottato da musicisti e celebrità, quali Janet Jackson, Beyoncé, Lady Gaga e Britney Spears.

### Televisione e musica
È stata la prima donna apertamente transgender ad apparire in America's Best Dance Crew su MTV. Maldonado ha coreografato ed è apparsa nel video musicale Whip My Hair di Willow Smith.  È apparsa nel video musicale All Night del gruppo Icona Pop, che ha reso omaggio al documentario del 1991 Paris is Burning. Maldonado è stata la star della pubblicità Nike "#BeTrue", a sostegno del Pride Month 2017; è stata la seconda atleta transgender ad essere presente in un video pubblicitario Nike. Ha partecipato al video musicale del cantante pop russo Filipp Kirkorov "Цвет настроения синий". È apparsa nel secondo episodio della docuserie My House come "mother" di Tati 007. È anche la coreografa delle scene della sala da ballo della serie Pose, in cui ha anche recitato nel ruolo del personaggio di Florida Ferocity. Maldonado è uno dei giudici dello show Legendary di HBO Max.